# عملك في ألمانيا
«عملك في ألمانيا» هو فيلم قصير تم إنتاجه لوزارة الحرب الأمريكية عام 1945 قبل يوم النصر في أوروبا. لقد تم عرضه على الجنود الأمريكيين الذين كانوا على وشك الذهاب في مهمة احتلال في ألمانيا. تم إنتاج الفيلم من قبل وحدة الأفلام العسكرية بقيادة فرانك كابرا وكتبه تيودور جيزيل، المعروف باسمه المستعار دكتور سوس.

## المحتوى
تم إنتاج الفيلم من قبل فيلق إشارة الجيش الأمريكي. انتقد أحد المعلقين هذا الفيلم باعتباره «فيلمًا دعائيًا مريرًا وغاضبًا مناهضًا لألمانيا» والذي وصف العقل الألماني ما بعد الحرب بأنه «مريض».
حث الفيلم على عدم التآخي مع الشعب الألماني، الذي يتم تصويره على أنه غير جدير بالثقة. إنه يُذكّر مشاهديه بتاريخ ألمانيا العدواني، تحت عنوان «الفوهرر رقم 1» أوتو فون بسمارك و«الفوهرر رقم 2» فيلهلم الثاني و«الفوهرر رقم 3» أدولف هتلر. يجادل الفيلم بأن الشباب الألماني خطير بشكل خاص لأنهم قضوا حياتهم بأكملها في ظل النظام النازي.
جرى إعلان سياسة عدم الإخاء التي تم عبرها منع الجنود الأمريكيين من التحدث حتى مع الأطفال الصغار، لأول مرة للجنود في الفيلم:
الموضوع الأساسي الذي يبين أن الشعب الألماني لا يمكن الوثوق به مستمد من سياسة السلام التي انبثقت عن مؤتمر كيبيك الثاني.
عُرض الفيلم لأول مرة على كبار جنرالات الولايات المتحدة، بما في ذلك دوايت أيزنهاور. أفادت التقارير أن جورج باتون خرج من العرض الذي حضره قائلًا «هراء!».

## هتلر يعيش؟
قام جاك وارنر، رئيس وارنر برذرز، بتأمين حقوق الفيلم وتحويله إلى فيلم وثائقي قصير بعنوان هتلر يعيش؟. تم إصداره تجاريًا في 29 ديسمبر 1945 وفاز بجائزة الأوسكار لعام 1946 عن الفيلم الوثائقي القصير.

## في الثقافة الشعبية
تم دمج العديد من الجمل من سرد الفيلم حرفيًا في كلمات «لا تجادل» من قِبل كاباريه فولتير من ألبومهم كود.

## روابط خارجية
- عملك في ألمانيا على موقع IMDb (الإنجليزية)
- عملك في ألمانيا على موقع فيلمافينيتي (الإسبانية)
- عملك في ألمانيا على موقع قاعدة بيانات الفيلم (الإنجليزية)
- عملك في ألمانيا على موقع ليتربوكسد (الإنجليزية)
- عملك في ألمانيا على موقع كينوبويسك (الروسية)
- عملك في ألمانيا  في قاعدة بيانات الأفلام على الإنترنت (بالإنجليزية)
- The short film
- النسخة الإلكترونية من الفيلم على موقع دير شبيجل.